# Challenge Cup 2009-2010 (pallavolo femminile)
La Challenge Cup di pallavolo femminile 2009-2010 è stata la 30ª edizione del terzo torneo pallavolistico per importanza dopo la Champions League e la Coppa CEV, la terza con questa denominazione; iniziata con la fase ad eliminazione diretta il 17 ottobre 2009, si è conclusa con la final-four di Dresda, in Germania, il 21 marzo 2010. Alla competizione hanno partecipato 51 squadre di club europee e la vittoria finale è andata per la prima volta al Dresdner Sportclub 1898.

## Squadre partecipanti
| - Panathīnaïkos - Știința Bacău - İqtisadçı - Lokomotiv Baku - Luka Bar - Bratislavský - Slávia Bratislava - Jedinstvo Brčko - Královo Pole - Calais - Dornbirn - Dresdner - Anorthōsīs | - Galatasaray - Istres - Kamnik - Samorodok - Asteríx Kieldrecht - Köniz - AEL Limassol - ASKÖ Linz-Steg - Vital - Madeira - Minčanka - TENT - Olomouc | - Hermes Oostende - Oriveden Ponnistus - Piatra Neamț - Olympiakos - Clube K - Maccabi Ra'anana - Ribeirense - Levski Sofia - Viesti Salo - Īraklīs Salonicco - Schwechat Post - Kanti - Severodončanka | - Sliedrecht - Split - Spartak Subotica - Tenerife - Volejbol Tirana - Velika Gorica - Vilsbiburg - Weert - Gwardia Wrocław - HAOK Mladost - SK ZU Zilina - Voléro Zurigo |

## Torneo

### Primo turno

#### Andata
| 17 ottobre 2009 Oberstufenzentrum, Köniz Durata: 1h:11 - Spettatori: 500        | Köniz              | 3 - 0 | Volejbol Tirana  | 25-18, 25-18, 25-15 |
| 18 ottobre 2009 Sportska Dvorana Magnet, Brčko Durata: 1h:14 - Spettatori: 600  | Jedinstvo Brčko    | 3 - 0 | Vital            | 25-18, 25-13, 25-8  |
| 17 ottobre 2009 Univerzita Palackeho, Olomouc Durata: 1h:15 - Spettatori: 450   | Olomouc            | 3 - 0 | SK ZU Zilina     | 25-17, 25-21, 25-15 |
| 17 ottobre 2009 Margon Arena, Dresda Durata: 1h:08 - Spettatori: 1520           | Dresdner           | 3 - 0 | Luka Bar         | 25-9, 25-17, 25-13  |
| 17 ottobre 2009 Oriveden liikuntahalli, Orivesi Durata: 1h:26 - Spettatori: 405 | Oriveden Ponnistus | 3 - 0 | Levski Sofia     | 25-22, 25-12, 29-27 |
| 17 ottobre 2009 Apollon Hall, Limassol Durata: 1h:14 - Spettatori: 650          | Apollōn Limassol   | 0 - 3 | Maccabi Ra'anana | 17-25, 19-25, 16-25 |

#### Ritorno
| 24 ottobre 2009 ?, Tirana Durata: 1h:06 - Spettatori: 300                           | Volejbol Tirana  | 0 - 3 | Köniz              | 14-25, 18-25, 11-25                   |
| 24 ottobre 2009 Sportna Dvorana Krim, Lubiana Durata: 1h:43 - Spettatori: 110       | Vital            | 1 - 3 | Jedinstvo Brčko    | 7-25, 25-20, 21-25, 21-25             |
| 18 ottobre 2009 Univerzita Palackeho, Olomouc Durata: 1h:10 - Spettatori: 230       | SK ZU Zilina     | 0 - 3 | Olomouc            | 17-25, 16-25, 17-25                   |
| 24 ottobre 2009 Sportska dvorana Topolica, Antivari Durata: 1h:13 - Spettatori: 150 | Luka Bar         | 0 - 3 | Dresdner           | 18-25, 16-25, 13-25                   |
| 25 ottobre 2009 Sikonko Hall, Sofia Durata: 1h:17 - Spettatori: 230                 | Levski Sofia     | 3 - 0 | Oriveden Ponnistus | 25-19, 25-23, 25-13 Golden set: 15-17 |
| 24 ottobre 2009 Metrowest Sport Palace, Ra'anana Durata: 1h:20 - Spettatori: 300    | Maccabi Ra'anana | 3 - 0 | Apollōn Limassol   | 26-24, 25-21, 25-13                   |

#### Squadre qualificate
- Köniz
- Jedinstvo Brčko
- Olomouc
- Dresdner
- Oriveden Ponnistus
- Maccabi Ra'anana

### Secondo turno

#### Andata
| 2 dicembre 2009 Dom odbojke Bojan Stranić, Zagabria Durata: 1h:38 - Spettatori: 300           | HAOK Mladost      | 1 - 3 | Vilsbiburg           | 10-25, 28-26, 19-25, 19-25        |
| 2 dicembre 2009 C. D. das Laranjeiras, Ponta Delgada Durata: 1h:13 - Spettatori: 500          | Clube K           | 3 - 0 | Jedinstvo Brčko      | 25-21, 25-14, 25-20               |
| 3 dicembre 2009 Melina Merkourī Hall, Rentis Durata: 1h:01 - Spettatori: 210                  | Olympiakos        | 3 - 0 | Hermes Oostende      | 25-10, 25-17, 25-16               |
| 2 dicembre 2009 Ceahlau Hall, Piatra Neamț Durata: 1h:36 - Spettatori: 1000                   | Piatra Neamț      | 3 - 1 | Tenerife             | 25-21, 25-9, 15-25, 25-22         |
| 2 dicembre 2009 Sportsko-kulturni centar Obrenovac, Obrenovac Durata: 1h:11 - Spettatori: 900 | TENT              | 3 - 0 | Doprastav Bratislava | 25-17, 25-19, 25-18               |
| 2 dicembre 2009 Oberstufenzentrum, Köniz Durata: 1h:43 - Spettatori: 580                      | Köniz             | 3 - 1 | Calais               | 25-20, 27-25, 14-25, 26-24        |
| 3 dicembre 2009 Sportovni Hala, Brno Durata: 1h:07 - Spettatori: 450                          | Královo Pole      | 3 - 0 | ASKÖ Linz-Steg       | 25-17, 25-20, 25-11               |
| 2 dicembre 2009 Sala Sporturilor, Bacău Durata: 1h:38 - Spettatori: 350                       | Știința Bacău     | 1 - 3 | Viesti Salo          | 19-25, 25-22, 23-25, 10-25        |
| 1º febbraio 2009 Hala Sportova Dudova Suma, Subotica Durata: 1h:23 - Spettatori: 700          | Spartak Subotica  | 3 - 1 | Dornbirn             | 25-15, 25-18, 19-25, 25-16        |
| 1º febbraio 2009 National S. C. of Mikra, Kalamaria Durata: 1h:32 - Spettatori: 370           | Īraklīs Salonicco | 3 - 1 | Kamnik               | 25-15, 20-25, 25-21, 25-12        |
| 2 febbraio 2009 Margon Arena, Dresda Durata: 1h:03 - Spettatori: 1350                         | Dresdner          | 3 - 0 | Anorthōsīs           | 25-18, 25-10, 25-14               |
| 2 dicembre 2009 Univerzita Palackeho, Olomouc Durata: 1h:46 - Spettatori: 350                 | Olomouc           | 2 - 3 | Asteríx Kieldrecht   | 25-12, 25-21, 16-25, 22-25, 12-15 |
| 2 dicembre 2009 TVF 50. Yil Volleyball Hall, Istanbul Durata: 1h:08 - Spettatori: 600         | Galatasaray       | 3 - 0 | İqtisadçı            | 25-18, 25-13, 25-17               |
| 2 dicembre 2009 Kiryat Sharet Sport Hall, Raanana Durata: 2h:06 - Spettatori: 215             | Maccabi Ra'anana  | 3 - 2 | Lokomotiv Baku       | 14-25, 25-18, 26-24, 28-30, 15-10 |
| 2 dicembre 2009 Sportova Hala VKP, Bratislava Durata: 1h:18 - Spettatori: 300                 | Slávia Bratislava | 1 - 3 | Samorodok            | 25-16, 17-25, 16-25, 8-25         |
| 3 dicembre 2009 Palace of Sports Ledovy, Minsk Durata: 1h:19 - Spettatori: 3000               | Minčanka          | 3 - 0 | Oriveden Ponnistus   | 28-26, 25-21, 25-20               |

#### Ritorno
| 9 dicembre 2009 Vilstalhalle, Vilsbiburg Durata: 1h:01 - Spettatori: 610               | Vilsbiburg           | 3 - 0 | HAOK Mladost      | 25-16, 25-13, 25-21                   |
| 9 dicembre 2009 Sportska Dvorana Magnet, Brčko Durata: 1h:14 - Spettatori: 1000        | Jedinstvo Brčko      | 3 - 0 | Clube K           | 25-19, 25-14, 25-15 Golden set: 15-11 |
| 9 dicembre 2009 Mister V-Arena, Oostende Durata: 1h:08 - Spettatori: 950               | Hermes Oostende      | 0 - 3 | Olympiakos        | 17-25, 20-25, 19-25                   |
| 8 dicembre 2009 P. Ins. S. Martín, S. Cruz de Tenerife Durata: 2h:02 - Spettatori: 150 | Tenerife             | 3 - 2 | Piatra Neamț      | 22-25, 25-22, 25-21, 25-27, 15-11     |
| 9 dicembre 2009 Športová hala VKP, Bratislava Durata: 1h:17 - Spettatori: 900          | Doprastav Bratislava | 3 - 0 | TENT              | 25-23, 30-28, 25-20 Golden set: 15-11 |
| 9 dicembre 2009 Complexe Sportif Calypso, Calais Durata: 1h:17 - Spettatori: 1000      | Calais               | 3 - 0 | Köniz             | 25-23, 25-15, 25-22                   |
| 8 dicembre 2009 Europagymnasium Auhof, Linz Durata: 1h:51 - Spettatori: 470            | ASKÖ Linz-Steg       | 2 - 3 | Královo Pole      | 25-22, 19-25, 19-25, 26-24, 8-15      |
| 9 dicembre 2009 Salohalli, Salo Durata: 1h:58 - Spettatori: 1145                       | Viesti Salo          | 2 - 3 | Știința Bacău     | 25-21, 18-25, 25-23, 14-25, 12-15     |
| 8 dicembre 2009 Messehalle, Dornbirn Durata: 1h:16 - Spettatori: 550                   | Dornbirn             | 0 - 3 | Spartak Subotica  | 23-25, 23-25, 22-25                   |
| 9 dicembre 2009 Športna dvorana, Kamnik Durata: 1h:13 - Spettatori: 150                | Kamnik               | 0 - 3 | Īraklīs Salonicco | 19-25, 20-25, 22-25                   |
| 8 dicembre 2009 Anorthosis Famagusta S. C., Limassol Durata: 1h:34 - Spettatori: 400   | Anorthōsīs           | 1 - 3 | Dresdner          | 14-25, 24-26, 25-14, 16-25            |
| 10 dicembre 2009 Sporthal Kriekeputte, Kieldrecht Durata: 1h:06 - Spettatori: 250      | Asteríx Kieldrecht   | 3 - 0 | Olomouc           | 25-21, 25-14, 25-15                   |
| 10 dicembre 2009 Sports Games Palace, Baku Durata: 1h:17 - Spettatori: 3000            | İqtisadçı            | 0 - 3 | Galatasaray       | 14-25, 23-25, 14-25                   |
| 9 dicembre 2009 Sports Games Palace, Baku Durata: 1h:12 - Spettatori: 2500             | Lokomotiv Baku       | 3 - 0 | Maccabi Ra'anana  | 25-19, 25-17, 25-12                   |
| 1º dicembre 2009 Sportova Hala VKP, Bratislava Durata: 1h:04 - Spettatori: 500         | Samorodok            | 3 - 0 | Slávia Bratislava | 25-18, 25-22, 25-13                   |
| 10 dicembre 2009 Oriveden liikuntahalli, Orivesi Durata: 1h:09 - Spettatori: 519       | Oriveden Ponnistus   | 0 - 3 | Minčanka          | 19-25, 19-25, 22-25                   |

#### Squadre qualificate
| - Lokomotiv Baku - Doprastav Bratislava - Jedinstvo Brčko - Královo Pole - Calais - Samorodok - Dresdner - Galatasaray | - Asteríx Kieldrecht - Minčanka - Piatra Neamț - Olympiakos - Viesti Salo - Īraklīs Salonicco - Spartak Subotica - Vilsbiburg |

### Sedicesimi di finale

#### Andata
| 6 gennaio 2010 Ledovyj Sports Palace, Sjevjerodonec'k Durata: 1h:10 - Spettatori: ?   | Severodončanka  | 3 - 0 | Calais               | 25-21, 25-18, 25-15               |
| 6 gennaio 2010 Hallenstadion, Zurigo Durata: 1h:48 - Spettatori: 870                  | Volero Zurigo   | 3 - 2 | Galatasaray          | 25-19, 17-25, 17-25, 25-19, 15-13 |
| 6 gennaio 2010 Sporthal de Stoep, Sliedrecht Durata: 1h:00 - Spettatori: 550          | Sliedrecht      | 0 - 3 | Královo Pole         | 11-25, 16-25, 16-25               |
| 5 gennaio 2010 Sportna Dvorana Ljudski Vrt, Maribor Durata: 1h:37 - Spettatori: 250   | Branik          | 3 - 1 | Jedinstvo Brčko      | 23-25, 25-19, 25-15, 25-13        |
| 7 gennaio 2010 National A. C. Makis Liougas, Glyfada Durata: 1h:17 - Spettatori: 1000 | Panathīnaïkos   | 3 - 0 | Olympiakos           | 25-19, 25-23, 25-21               |
| 5 gennaio 2010 Dvorana Mladost, Fiume Durata: 0h:57 - Spettatori: 300                 | Split           | 0 - 3 | Vilsbiburg           | 17-25, 11-25, 11-25               |
| 7 gennaio 2010 ?, ? Durata: 1h:18 - Spettatori: 200                                   | Velika Gorica   | 1 - 3 | Asteríx Kieldrecht   | 16-25, 25-23, 15-25, 13-25        |
| 6 gennaio 2010 Budocenter, Vienna Durata: 1h:53 - Spettatori: 250                     | Schwechat Post  | 2 - 3 | Dresdner             | 21-25, 23-25, 25-15, 25-21, 8-15  |
| 6 gennaio 2010 ?, ? Durata: 1h:02 - Spettatori: ?                                     | Ribeirense      | 0 - 3 | Samorodok            | 13-25, 21-25, 10-25               |
| 6 gennaio 2010 Sporthal Boshoven, Weert Durata: 1h:28 - Spettatori: 350               | Weert           | 3 - 1 | Spartak Subotica     | 25-11, 21-25, 25-16, 25-19        |
| 6 gennaio 2010 Halle Polyvalente, Istres Durata: 1h:10 - Spettatori: ?                | Istres          | 3 - 0 | Doprastav Bratislava | 25-16, 25-20, 25-18               |
| 6 gennaio 2010 Schweizersbild, Sciaffusa Durata: 1h:35 - Spettatori: 615              | Kanti           | 3 - 1 | Piatra Neamț         | 22-25, 25-21, 25-12, 25-23        |
| 5 gennaio 2010 Hala Orbita, Breslavia Durata: 1h:35 - Spettatori: 1100                | Gwardia Wrocław | 3 - 1 | Lokomotiv Baku       | 25-14, 21-25, 25-23, 25-9         |
| 6 gennaio 2010 Apollon Hall, Limassol Durata: 1h:26 - Spettatori: 300                 | AEL Limassol    | 1 - 3 | Minčanka             | 14-25, 21-25, 25-20, 11-25        |
| 6 gennaio 2010 ?, ? Durata: 1h:05 - Spettatori: 120                                   | Madeira         | 0 - 3 | Viesti Salo          | 16-25, 12-25, 20-25               |

#### Ritorno
| 13 gennaio 2010 Complexe Sportif Calypso, Calais Durata: 1h:10 - Spettatori: 1000    | Calais               | 0 - 3 | Severodončanka  | 19-25, 23-25, 16-25                          |
| 12 gennaio 2010 TVF 50. Yil Volleyball Hall, Istanbul Durata: 1h:34 - Spettatori: ?  | Galatasaray          | 3 - 1 | Volero Zurigo   | 17-25, 26-24, 25-20, 25-15                   |
| 14 gennaio 2010 Sportovni Hala, Brno Durata: 0h:59 - Spettatori: 420                 | Královo Pole         | 3 - 0 | Sliedrecht      | 25-17, 25-20, 25-20                          |
| 13 gennaio 2010 Sportska Dvorana Magnet, Brčko Durata: 2h:08 - Spettatori: 1200      | Jedinstvo Brčko      | 2 - 3 | Branik          | 23-25, 25-23, 25-23, 22-25, 11-15            |
| 14 gennaio 2010 Melina Merkourī Hall, Rentis Durata: 1h:44 - Spettatori: 500         | Olympiakos           | 1 - 3 | Panathīnaïkos   | 25-27, 25-18, 19-25, 19-25                   |
| 12 gennaio 2010 Vilstalhalle, Vilsbiburg Durata: 0h:58 - Spettatori: 390             | Vilsbiburg           | 3 - 0 | Split           | 25-17, 25-11, 25-11                          |
| 14 gennaio 2010 Kriekeputte, Kieldrecht Durata: - Spettatori:                        | Asteríx Kieldrecht   | 3 - 0 | Velika Gorica   | 25-0, 25-0, 25-0 *                           |
| 13 gennaio 2010 Margon Arena, Dresda Durata: 1h:06 - Spettatori: 1400                | Dresdner             | 3 - 0 | Schwechat Post  | 25-22, 25-13, 25-18                          |
| 14 gennaio 2010 Platinum Arena, Chabarovsk Durata: 1h:34 - Spettatori: 2400          | Samorodok            | 3 - 1 | Ribeirense      | 25-19, 25-22, 22-25, 25-16                   |
| 13 gennaio 2010 Hala Sportova Dudova Suma, Subotica Durata: 1h:32 - Spettatori: 1000 | Spartak Subotica     | 3 - 1 | Weert           | 17-25, 25-13, 25-15, 25-17 Golden set: 15-12 |
| 14 gennaio 2010 Športová hala Mladosť, Bratislava Durata: 1h:38 - Spettatori: 200    | Doprastav Bratislava | 3 - 1 | Istres          | 27-29, 25-16, 25-21, 25-23                   |
| 14 gennaio 2010 Ceahlau Hall, Piatra Neamț Durata: 1h:49 - Spettatori: 500           | Piatra Neamț         | 3 - 2 | Kanti           | 28-30, 25-20, 17-25, 26-24, 15-9             |
| 12 gennaio 2010 Sports Games Palace, Baku Durata: 2h:02 - Spettatori: 3000           | Lokomotiv Baku       | 3 - 2 | Gwardia Wrocław | 25-27, 25-22, 22-25, 25-20, 15-11            |
| 14 gennaio 2010 Palace of Sports Ledovy, Minsk Durata: 1h:03 - Spettatori: 900       | Minčanka             | 3 - 0 | AEL Limassol    | 25-15, 25-20, 25-21                          |
| 13 gennaio 2010 Salohalli, Salo Durata: 1h:05 - Spettatori: 827                      | Viesti Salo          | 3 - 0 | Madeira         | 25-14, 25-13, 25-22                          |

* Il Velika Gorica ha rinunciato di disputare la gara di ritorno

#### Squadre qualificate
| - Panathīnaïkos - Gwardia Wrocław - Královo Pole - Dresdner - Galatasaray - Istres - Samorodok - Asteríx Kieldrecht | - Branik - Minčanka - Viesti Salo - Īraklīs Salonicco - Kanti - Severodončanka - Spartak Subotica - Vilsbiburg |

### Ottavi di finale

#### Andata
| 27 gennaio 2010 National S. C. of Mikra, Kalamaria Durata: 1h:11 - Spettatori: 300    | Īraklīs Salonicco | 0 - 3 | Severodončanka     | 15-25, 21-25, 22-25        |
| 27 gennaio 2010 TVF 50. Yil Volleyball Hall, Istanbul Durata: 1h:10 - Spettatori: 600 | Galatasaray       | 3 - 0 | Královo Pole       | 25-21, 25-15, 25-15        |
| 27 gennaio 2010 Sportna Dvorana Ljudski Vrt, Maribor Durata: 1h:40 - Spettatori: 550  | Branik            | 1 - 3 | Panathīnaïkos      | 23-25, 25-20, 23-25, 16-25 |
| 27 gennaio 2010 Vilstalhalle, Vilsbiburg Durata: 1h:29 - Spettatori: 580              | Vilsbiburg        | 3 - 1 | Asteríx Kieldrecht | 27-25, 25-9, 19-25, 25-22  |
| 27 gennaio 2010 Margon Arena, Dresda Durata: 1h:19 - Spettatori: 1200                 | Dresdner          | 3 - 0 | Samorodok          | 25-20, 28-26, 25-16        |
| 27 gennaio 2010 Hala Sportova Dudova Suma, Subotica Durata: 1h:37 - Spettatori: 2400  | Spartak Subotica  | 3 - 1 | Istres             | 25-19, 25-17, 23-25, 25-17 |
| 26 gennaio 2010 Schweizersbild, Sciaffusa Durata: 1h:36 - Spettatori: 413             | Kanti             | 1 - 3 | Gwardia Wrocław    | 19-25, 25-22, 25-27, 17-25 |
| 27 gennaio 2010 Palace of Sports Ledovy, Minsk Durata: 1h:18 - Spettatori: 990        | Minčanka          | 3 - 0 | Viesti Salo        | 25-20, 25-23, 26-24        |

#### Ritorno
| 2 febbraio 2010 Ledovyj Sports Palace, Sjevjerodonec'k Durata: 1h:08 - Spettatori: 2234 | Severodončanka     | 3 - 0 | Īraklīs Salonicco | 25-23, 25-19, 25-11                          |
| 4 febbraio 2010 Sportovni Hala, Brno Durata: 1h:04 - Spettatori: 600                    | Královo Pole       | 0 - 3 | Galatasaray       | 20-25, 18-25, 22-25                          |
| 3 febbraio 2010 National A. C. Makis Liougas, Glyfada Durata: 1h:19 - Spettatori: 80    | Panathīnaïkos      | 3 - 0 | Branik            | 25-21, 25-19, 29-27                          |
| 4 febbraio 2010 Kriekeputte, Kieldrecht Durata: 1h:52 - Spettatori: 450                 | Asteríx Kieldrecht | 3 - 1 | Vilsbiburg        | 25-18, 20-25, 25-18, 31-29 Golden set: 15-10 |
| 4 febbraio 2010 Platinum Arena, Chabarovsk Durata: 1h:16 - Spettatori: 1900             | Samorodok          | 0 - 3 | Dresdner          | 22-25, 24-26, 22-25                          |
| 2 febbraio 2010 Halle Polyvalente, Istres Durata: 1h:58 - Spettatori: 1000              | Istres             | 3 - 1 | Spartak Subotica  | 22-25, 25-22, 25-23, 25-18 Golden set: 15-12 |
| 3 febbraio 2010 Hala Orbita, Breslavia Durata: 1h:14 - Spettatori: 450                  | Gwardia Wrocław    | 3 - 0 | Kanti             | 25-14, 25-21, 25-20                          |
| 3 febbraio 2010 Salohalli, Salo Durata: 2h:03 - Spettatori: 1022                        | Viesti Salo        | 3 - 2 | Minčanka          | 16-25, 22-25, 25-21, 31-29, 15-11            |

#### Squadre qualificate
- Panathīnaïkos
- Gwardia Wrocław
- Dresdner
- Asteríx Kieldrecht
- Galatasaray
- Istres
- Minčanka
- Severodončanka

### Quarti di finale

#### Andata
| 17 febbraio 2010 Ledovyj Sports Palace, Sjevjerodonec'k Durata: 1h:11 - Spettatori: 2500 | Severodončanka  | 0 - 3 | Galatasaray        | 27-29, 22-25, 20-25               |
| 17 febbraio 2010 National A. C. Makis Liougas, Glyfada Durata: 1h:46 - Spettatori: 100   | Panathīnaïkos   | 3 - 2 | Asteríx Kieldrecht | 14-25, 26-24, 25-15, 13-25, 15-11 |
| 17 febbraio 2010 Margon Arena, Dresda Durata: 1h:15 - Spettatori: 1550                   | Dresdner        | 3 - 0 | Istres             | 26-24, 25-10, 25-22               |
| 16 febbraio 2010 Hala Orbita, Breslavia Durata: 2h:01 - Spettatori: 450                  | Gwardia Wrocław | 2 - 3 | Minčanka           | 14-25, 25-20, 22-25, 26-24, 7-15  |

#### Ritorno
| 24 febbraio 2010 TVF 50. Yil Volleyball Hall, Istanbul Durata: 1h:21 - Spettatori: 350 | Galatasaray        | 3 - 0 | Severodončanka  | 25-16, 32-30, 25-23        |
| 24 febbraio 2010 Kriekeputte, Kieldrecht Durata: 1h:07 - Spettatori: 600               | Asteríx Kieldrecht | 3 - 0 | Panathīnaïkos   | 25-20, 25-15, 25-18        |
| 24 febbraio 2010 Halle Polyvalente, Istres Durata: 1h:44 - Spettatori: 1000            | Istres             | 1 - 3 | Dresdner        | 21-25, 28-26, 22-25, 14-25 |
| 23 febbraio 2010 Palace of Sports Ledovy, Minsk Durata: 1h:43 - Spettatori: 3000       | Minčanka           | 1 - 3 | Gwardia Wrocław | 19-25, 25-23, 20-25, 24-26 |

#### Squadre qualificate
- Gwardia Wrocław
- Dresdner
- Galatasaray
- Asteríx Kieldrecht

### Final-four
La final four si è disputata a Dresda ( Germania).

Le semifinali si sono giocate il 20 marzo, mentre le finali per il terzo e il primo posto il 21 marzo.
|  | Semifinali         | Semifinali         | Semifinali         |                    |          | Finale 1º/2º posto | Finale 1º/2º posto | Finale 1º/2º posto |  |
|  |                    |                    |                    |                    |          |                    |                    |                    |  |
|  | Asteríx Kieldrecht | Asteríx Kieldrecht | 3                  |                    |          |                    |                    |                    |  |
|  | Asteríx Kieldrecht | Asteríx Kieldrecht | 3                  |                    |          |                    |                    |                    |  |
|  | Galatasaray        | Galatasaray        | 2                  |                    |          |                    |                    |                    |  |
|  | Galatasaray        | Galatasaray        | 2                  |                    | Dresdner | Dresdner           | 3                  |                    |  |
|  |                    |                    |                    |                    | Dresdner | Dresdner           | 3                  |                    |  |
|  |                    |                    | Asteríx Kieldrecht | Asteríx Kieldrecht | 1        |                    |                    |                    |  |
|  | Dresdner           | Dresdner           | Asteríx Kieldrecht | Asteríx Kieldrecht | 1        | 3                  |                    |                    |  |
|  | Dresdner           | Dresdner           |                    |                    |          | 3                  |                    |                    |  |
|  | Gwardia Wrocław    | Gwardia Wrocław    | 0                  |                    |          | Finale 3º/4º posto | Finale 3º/4º posto | Finale 3º/4º posto |  |
|  | Gwardia Wrocław    | Gwardia Wrocław    | 0                  |                    |          |                    |                    |                    |  |
|  |                    |                    |                    |                    |          |                    |                    |                    |  |
|  |                    |                    |                    |                    |          | Galatasaray        | Galatasaray        | 3                  |  |
|  |                    |                    |                    |                    |          | Galatasaray        | Galatasaray        | 3                  |  |
|  |                    |                    |                    |                    |          | Gwardia Wrocław    | Gwardia Wrocław    | 0                  |  |

#### Semifinali
| 20 marzo 2010 Margon Arena, Dresda Durata: 1h:44 - Spettatori: 2500 | Galatasaray | 2 - 3 | Asteríx Kieldrecht | 16-25, 25-20, 19-25, 25-21, 8-15 |
| 20 marzo 2010 Margon Arena, Dresda Durata: 1h:04 - Spettatori: 3000 | Dresdner    | 3 - 0 | Gwardia Wrocław    | 25-15, 25-16, 25-12              |

#### Finale 3º/4º posto
| 21 marzo 2010 Margon Arena, Dresda Durata: 1h:13 - Spettatori: 3000 | Galatasaray | 3 - 0 | Gwardia Wrocław | 25-17, 26-24, 25-13 |

#### Finale
| 21 marzo 2010 Margon Arena, Dresda Durata: 1h:28 - Spettatori: 3300 | Asteríx Kieldrecht | 1 - 3 | Dresdner | 24-26, 16-25, 25-15, 16-25 |

## Premi individuali
| Premio                 | Giocatore             | Squadra            |
| ---------------------- | --------------------- | ------------------ |
| MVP                    | Saskia Hippe          | Dresdner           |
| Miglior realizzatrice  | Ivana Ðerisilo        | Galatasaray        |
| Miglior attaccante     | Freya Aelbrecht       | Asteríx Kieldrecht |
| Miglior muro           | Tesha Harry           | Dresdner           |
| Miglio servizio        | Sarah Smits           | Asteríx Kieldrecht |
| Miglior palleggiatrice | Mareen Apitz          | Dresdner           |
| Miglior ricevitrice    | Valeska Menezes       | Galatasaray        |
| Miglior libero         | Griet Van Vaerenbergh | Asteríx Kieldrecht |